# Фиби Буффе
Фи́би Буффе́ (англ. Phoebe Buffay, после замужества — Фиби Буффе́-Ха́нниган) — персонаж популярного американского телевизионного сериала «Друзья». Её роль в сериале исполнила актриса Лиза Кудроу. Один из главных героев сериала, появлялась на экране все 236 серий с 24 сентября 1994 по 6 мая 2004 года.
Массажистка и музыкант, отличающаяся своим необычным, а иногда и взбалмошным поведением. Была соседкой Моники Геллер до начала действия сериала. Играет на гитаре и поёт в Центральной кофейне, где собираются все друзья.
У неё есть сестра-близнец по имени Урсула Буффе. Она может говорить на нескольких языках, таких как французский и итальянский.
За своего персонажа Кудроу получила номинацию на премию «Золотой глобус» и получила премию Primetime Emmy Award, премию Гильдии киноактёров, премию за спутниковое телевидение и другие.

## Биография

### Семья
У Фиби достаточно мрачное прошлое, которое открывается постепенно по мере развития сюжета. Её биологическая мать — агент по недвижимости Фиби Эбботт. Она родила Фиби и её сестру-близнеца Урсулу (обе  роли исполнила Лиза Кудроу), будучи ещё совсем молодой; после рождения она отдала девочек на воспитание их биологическому отцу Фрэнку Буффе и его жене Лили (втроём у них были полигамные отношения).
Фрэнк ушёл из семьи, когда дети были ещё совсем маленькими. Через некоторое время Лили покончила с собой, оставив детей на попечении отчима, который вскоре после этого сел в тюрьму, пытаясь обеспечить своих падчериц незаконными способами. Фиби нередко напоминает друзьям о самоубийстве своей матери, чтобы на фоне сочувствия чего-то добиться от них.
В определённый момент времени пути Фиби и Урсулы разошлись, и с тех пор сёстры относятся друг к другу очень холодно.
Пытаясь найти своего отца, Фиби встретила своего брата по отцу — Фрэнка Буффе-младшего. Впоследствии он женился на своей преподавательнице домашнего хозяйства, которая была старше него на двадцать шесть лет. Пара не могла зачать детей, поэтому они обратились за помощью к Фиби, которая стала суррогатной матерью, выносила и родила для них тройню: мальчика Фрэнка и девочек — Лесли и Чендлер. С Фрэнком Фиби встречается ещё в начале второго сезона («Эпизод с младенцем в автобусе»). Фиби, считая прибыль от пения на улице, находит презерватив, за которым её брат (на тот момент обычный эпизодический персонаж) прибегает к ней обратно.
В первых сезонах сериала Фиби живёт вместе со своей бабушкой (которая открывает ей правду о её настоящем отце и умирает в пятом сезоне).
В «Эпизоде с печеньем Фиби» (3-я серия 7-го сезона) Фиби упоминает, что её прабабушка родом из Франции и говорит, что у неё есть родственники во Франции.

### Бездомность и появление друзей
В возрасте 14 лет Фиби осталась одна и жила на улицах Нью-Йорка вместе с мужчиной по имени Синди, который разговаривал со своей рукой. Однажды бомж плюнул ей в рот, после чего Фиби заразилась и переболела гепатитом. Чтобы выжить, она была вынуждена продавать сомбреро и даже периодически прибегать к грабежу и насилию. В детстве она ограбила Росса, хотя тогда они друг друга не запомнили, и этот факт всплыл много лет спустя, когда они повзрослели и стали друзьями. В этот же период времени она, видимо, начала заниматься массажем.
В детстве Фиби отправила письмо на «Улицу Сезам». Спустя продолжительное время телеканал PBS прислал ей брелок для ключей. К тому времени Фиби жила на улице, и необходимости в ключах у неё не было, из-за чего она возненавидела телеканал.
Фиби также упоминает, что бывала в Праге и находилась в тюрьме.
После смерти бабушки унаследовала её квартиру и старое жёлтое такси.
С Моникой Геллер и другими героями сериала она познакомилась по объявлению о поиске соседки для съёма квартиры.

### Возраст
За возрастом Фиби сложно следить по сериалу. В «The One with the Mugging» подразумевается, что Фиби старше Росса, поскольку ей было четырнадцать лет, когда ему было 12 лет. Это делает её самой взрослой из друзей. В «The One with the Jellyfish» Фиби заявляет, что ей двадцать девять лет, и она родилась примерно в 1968 году. В серии «The One with Frank Jr.» упоминается, что Фиби родилась 16 февраля; в 9-м сезоне («The One with Phoebe’s Birthday Dinner»), день рождения Фиби отмечается в начале ноября, так как они не могли сделать оговорки, и ужин должен был быть перенесён на 31 октября. В 7-м сезон выясняется, что Фиби родилась на год раньше, чем думала до этого — она полагала, что ей исполнилось 30 лет, а на самом деле 31, что ещё больше увеличивает несоответствие её возраста на протяжении шоу.

## Увлечение музыкой
Фиби играет на гитаре и исполняет несколько экстравагантные песни собственного сочинения. Хотя её голос оставляет желать лучшего, в репертуаре имеется несколько популярных песен: «Липкие Ботинки», «Ода к Лобковым Волосам (Немного Чёрных Вьющихся Волос)» и, конечно, «Драный кот». Чаще всего Фиби поёт для посетителей Центральной Кофейни, в начальных сериях её можно увидеть поющей в метро.

### «Драный кот»
«Дра́ный кот» (англ. Smelly Cat, дословно — «Вонючий кот») — наиболее известная из всех песен Фиби, которые она исполняет в кофейне Central Perk на протяжении сериала. Композиция была написана специально для сериала и впервые прозвучала во втором сезоне («Эпизод с ребёнком в автобусе», 1995 год).
Песня является одним из самых известных и узнаваемых символов сериала. Одной из студий  на неё был снят клип. Фиби была расстроена, узнав, что она является лишь «лицом» этого клипа, а поёт за неё профессиональная певица. Впоследствии песня «Драный кот» звучит в рекламном ролике наполнителей кошачьих туалетов.
Когда Фиби знакомится со своим отцом, тот напевает ей колыбельную из детства, которую сочинил сам, и мотив этой песенки оказывается очень похожим на мотив «Драного кота».

## Права животных и окружающая среда
Фиби — ярый борец за права животных и защиту окружающей среды. Она вегетарианка. Фиби выступает против традиции есть индейку на День благодарения, одежды с мехом, вырубки ёлок на Рождество и охоты.
Фиби хоронит погибшие цветы и страдает, задавив муравья. Эти убеждения не мешают ей гадать при помощи костей животных; сама она говорит: «Вегетарианцы тоже любят играть с костями».
В «Эпизоде в Вегасе» Фиби, стремясь доказать, что путешествие в Лас-Вегас лучше путешествия в Лондон, предлагает Монике и Чендлеру буклет с приглашением на ужин из стейка и лобстера за 99 центов. Моника напоминает Фиби, что та не ест мясо, на что Фиби заявляет: «За 99 центов я тебя готова съесть». В одной из последних серий 4 сезона Моника и Рэйчел, стараясь порадовать беременную Фиби, покупают ей кожаные штаны. Фиби отказывается от подарка, но не потому, что она защитница природы, а потому что её расстроил факт покупки классной вещи, которую она не сможет носить минимум два месяца.
Во время беременности (последние 6 месяцев) Фиби не может есть ничего, кроме мяса. Джо предлагает побыть вегетарианцем вместо неё эти полгода, и она согласилась. Джо нарушает соглашение с Фиби дважды: он ест мясо в Англии, на свадьбе Росса и Эмили, объясняя друзьям, что на другую страну его уговор с Фиби не распространяется, и в начале второй серии пятого сезона, когда Чендлер и Моника уединяются в ванной (Джо неожиданно заходит и говорит «я иду за цыплятами» — Фиби тогда ещё не родила).

## Отношения с друзьями

### Фиби и Чендлер
Отношения Фиби и Чендлера похожи на отношения между детьми — братом и сестрой. Они играют, шутят и обсуждают вопросы вроде «Почему Дональд Дак не носит штанов, но, выходя из душа, надевает полотенце?», «Какими силами должен обладать человек с фамилией Гольдмен?», или «Какова температура кипения мозга?». Кажется, что Чендлер просто подшучивает над странностями Фиби, но на самом деле они очень близкие друзья.
В одном из эпизодов Фиби начала заигрывать с Чендлером только для того, чтобы он сдался и объявил о своих отношениях с Моникой. После поцелуя Чендлер сдаётся и говорит: «Хорошо! Хорошо! Ты победила! Я не могу заниматься с тобой сексом… потому что я люблю Монику». Также в конце 6 сезона Чендлер вместе с Фиби выбирает обручальное кольцо для Моники, в то время, как все остальные друзья даже не догадываются о предстоящей помолвке, но позже выясняется, что Фиби зашла в комнату тогда, когда Чендлер рассматривал каталог колец.

### Фиби и Джо
Фиби и Джо Триббиани во многом похожи, что, возможно, связано с недостатком образования у обоих, например, они оба могут не понимать каких-нибудь простых вещей. Несмотря на то, что Фиби более интеллектуальна, она очень впечатлительна и легко воспринимает новые, «альтернативные» идеи, которых у Джо всегда достаточно. Фиби безуспешно учит Джо французскому языку, на котором сама говорит безупречно, а также обучает его игре на гитаре, хоть и весьма своеобразно (в серии с гитаристкой Стефани она называет аккорды своими именами, а при обучении Джо называет их необычно). В одной из серий в ответ на полушуточное предложение Джо о браке Фиби делится с ним своими планами на будущее, в котором Джо и Фиби женаты, унаследовали состояние Чендлера, воспитывают детей Рэйчел и хранят тайну о смерти Росса.
Кроме того, Джо некоторое время встречался с сестрой-близнецом Фиби, Урсулой, с которой расстался, предпочтя дружбу с Фиби.
Возможно, общение с Урсулой оставило свой след в сердце Джо и в последних сезонах Фиби и Джо были близкими друзьями и их отношения стали дружеско-романтическими. У них даже был уговор о том, что если никто из них не женится до 40, они вступят в брак друг с другом. И несмотря на то, что сначала Фиби заключила подобный договор со всеми тремя представителями мужского пола из друзей, в конце, когда Рэйчел тоже захотела иметь такой договор, и Джо и Росс узнали, что оба являются запасными вариантами Фиби (Чендлер уже был помолвлен с Моникой), Рэйчел бросила жребий, кому на ком жениться: Фиби выпало выйти замуж за Росса, а Рэйчел — за Джо, но они решили поменяться. Поэтому Джо и Фиби почти на протяжении всего сериала, пока Фиби всё же не выходит замуж, являются запасными вариантами друг для друга. Каждый раз, когда, кто-то из друзей подшучивает над тем, что Фиби можно было бы встречаться с Джо, или намекает на это, она сама показывает, что относится к этой идее крайне негативно. Джо не раз представляет и даже пытается вести с Фиби беседу об их теоретическом браке.

### Фиби и Росс
Росс очень образован и из-за этого Фиби не всегда его понимает. Кроме того, Росс, будучи учёным, имеет научный, критичный взгляд на вещи. В то время как Фиби склонна к домыслам, суевериям и весьма экстравагантным интерпретациям действительности (к примеру, она не верит в эволюцию и гравитацию). Часто это непонимание между ними выливается в споры и обиды. Однако это не мешает им оставаться друзьями.
В одном из эпизодов становится известно, что после того как Росса бросила жена, они с Фиби чуть не переспали.
Становится известно, что в возрасте 14 лет Фиби ограбила Росса. Впоследствии Росс рассказывал всем, что на него напал громила.
Также, в одном из эпизодов, когда выясняется, что у Фиби в детстве не было велосипеда, Росс дарит ей розовый велосипед её мечты. И впоследствии учит Фиби на нём кататься.

### Фиби и Моника
Фиби и Моника некоторое время жили в одной квартире, что их очень сблизило. Однако периодически между ними возникают конфликты из-за властного характера Моники. Это послужило главной причиной того, что Фиби съехала с квартиры Моники незадолго до событий, описываемых в начале сериала.

### Фиби и Рэйчел
У Фиби и Рэйчел очень тёплые отношения. Они некоторое время жили вместе, по словам Фиби, выбирая девушку, она выбрала бы Рэйчел из-за её мягкого и уступчивого характера.
В 9 серии 5-го сезона («Эпизод с сэндвичем Росса») Фиби и Рэйчел ходят на литературные курсы. Образовательное учреждение, в котором они учатся — это университет Новая школа.
Кроме того, Фиби является единственным человеком, который может помирить Монику и Рэйчел даже в самых серьёзных конфликтах — правда, иногда такие ситуации провоцирует сама Фиби.

## Замужество
В девятом сезоне Джо познакомил Фиби и Майка Ханнигана. У них начался роман, который через некоторое время прекратился из-за того, что Майк не хотел жениться. Но позже он изменил своё мнение и сделал Фиби предложение.
Свадьба Фиби и Майка состоялась в одном из последних эпизодов сериала и прошла (из-за неожиданной снежной бури) на улице у Центральной Кофейни в кругу самых близких друзей.
Всего Фиби была замужем трижды.
Брак Фиби и Майка может быть незаконным, так как, видимо, Фиби вышла замуж в Лас-Вегасе ранее. Она была уверена в том, что брак, заключённый в Лас-Вегасе, действителен только в Лас-Вегасе. Фиби была удивлена, когда Моника сообщила ей, что такой брак действителен везде.
Фиби действительно была замужем дважды, во втором сезоне в «Эпизоде с мужем Фиби» Дункан, канадец, гомосексуал и танцор на льду, старый друг Фиби, которого она любила, приходит и просит у неё развода. Фиби разводится с Дунканом после «6 лет брака». Выясняется, что Дункан натурал, но всё же разводится с Фиби. Он женился на ней из-за гражданства США и на самом деле он уже помолвлен с другой женщиной, что очень огорчает Фиби.
Но есть другая версия: так как Фиби была замужем за Дунканом ранее, её брак в Лас-Вегасе может быть незаконным и поэтому, после развода с Дунканом, её брак с Майком законен.
Фиби также была помолвлена с Джо небольшой период времени. В «Эпизоде с красным свитером» Джо уверен, что Фиби беременна и делает ей предложение. Фиби соглашается и принимает его кольцо, но Моника говорит Джо, что беременна Рейчел. Джо делает предложение Рейчел и должен получить обратно кольцо от Фиби, которая неохотно отдаёт его.

## Псевдоним Реджины Филанжи
Иногда Фиби называет себя вымышленным именем Регина Филанджи (Regina Phalange).
Первый раз — в серии, где у Джо были проблемы со своим агентом Эстель и Фиби на время стала его новым агентом, затем в серии со свадьбой Росса в Лондоне, когда она позвонила туда и представилась его личным врачом.
Затем — в Эпизоде в Вегасе, когда Джоуи нашёл своего ручного близнеца.
В эпизоде 20, 7 сезона, когда университетская подруга Рейчел (Вайнона Райдер) спрашивает Фиби состояла ли та в каких-нибудь женских сообществах, Фиби отвечает «Да состояла, в „Мегапузыре“, но он закрылся после того как Регина Филанджи умерла от алкогольного отравления».
Затем в серии, когда Моника и Чендлер возвращаются из свадебного путешествия, Фиби с Джо доказывают, что человек легко может назваться другим именем. (Регина Филанджи и Кен Адамс).
Следующий раз — Фиби представляется Региной Филанджи в серии, где она помогает Чендлеру с подготовкой к собеседованию. И, наконец, в 13 серии 10 сезона Фиби учит Джоуи французскому языку, а в конце приходит на его прослушивание и представляется продюсеру этим именем.
В сезоне 10 эпизод «Тот, где Джо говорит по-французски», Фиби представившись «Реджиной» режиссёру Джоуи, на французском утверждает, что Джоуи её младший отсталый брат и просит, чтобы режиссёр кастинга похвалил французские способности Джоуи.
В финальном эпизоде 10 сезона, когда Фиби и Росс едут в аэропорт, чтобы догнать Рейчел, Фиби по телефону говорит Рэйчел, чтобы та сошла с самолёта, потому что она чувствует, что что-то не в порядке с левым филанжем, не существующей деталью самолёта. Пассажиры летящие с Рейчел, начинают переспрашивать, что с филанджем, на что стюардесса отвечает, что филанжа в самолёте нет, что приведет к отмене рейса Рейчел. Слово — филанджи, отчетливо слышно, при просмотре серии, слово — fuselage (англ. фюзеляж), не звучит в данной серии вообще. В русскоязычной версии, переводчики перевели несуществующее слово филанджи, как фюзеляж, что выпадает из логического ряда, так как фюзеляж в самолёте есть вокруг, и ответить, что нет фюзеляжа, стюардесса не могла по определению.

## Характер
- Одна из визитных карточек Фиби то, что она частенько срывается на крик, когда ей что-то не нравится, либо если события развиваются не так, как ей бы хотелось. Когда она злится на кого-то из друзей, она называет их полными именами.
- В «Эпизоде с сэндвичем Росса» Фиби показывает Россу, какую записку надо приложить к сэндвичу, если кладёшь его в общий холодильник и не хочешь, чтобы его съел кто-то другой. «Если не хочешь, чтобы у тебя отняли еду, надо как следует напугать людей», — говорит она. Прочтя эту записку, Моника называет Фиби «страшным человеком». Во многом из-за этой агрессивной записки Росса временно отстранили от работы, сочтя его чересчур вспыльчивым и неуравновешенным.
- Любимая ироническая фраза — «Oh, no!» (рус. О, нет!).
- В первой серии 4-го сезона («Эпизод с медузой») выясняется что Фиби, как и её биологическая мать, обожает группу The Beatles.
- Фиби — левша. Это продемонстрировано в 21 серии 6 сезона, где она пишет книгу об отношениях Моники и Чендлера, а также во 2 серии 9 сезона, где она приписывает на плакате «У нас мальчик» частицу «не». Однако на гитаре Фиби играет как правша.

## Кастинг
Кэти Гриффин, Джейн Линч и Меган Муллалли прослушивались на роль Фиби. Лиза Кудроу выиграла эту роль, потому что продюсеры любили её роль как Урсулы, официантки в другом сериале «Без ума от тебя». Производители сказали, что им нравятся элементы Лизы в Урсуле, но им нужна была Фиби, которая была намного более юмористической.

## Приём
TV Guide поместил Фиби Буффе на 11 место в списке «100 лучших персонажей ТВ».
Entertainment Weekly проголосовал за Фиби Буффе в «Друзьях» как лучшую работу Лизы Кудроу.